# گمینا وودنگه
گمینا وودنگه (به لهستانی:  Gmina Wodynie) یک گمینا در لهستان است که در شهرستان شدلتسه واقع شده‌است. گمینا وودنگه ۱۱۵٫۶۶ کیلومتر مربع مساحت و ۴٬۵۵۹ نفر جمعیت دارد.